# 詹姆斯·戈登·贝内特一世
詹姆斯·戈登·贝内特一世(James Gordon Bennett,Sr.1795年9月1日—1872年6月1日)美国历史上的著名报人，18、19世纪美国便士报兴起时《纽约先驱报》的创始人。

## 相关影视作品
- 大娛樂家